# Roemeens voetbalkampioenschap 1925/26
In 1925/26 werd het veertiende kampioenschap in Roemenië georganiseerd. Dit keer namen er 11 regionale kampioenen deel van 20 juni tot 1 augustus. Chinezul werd voor de vijfde opeenvolgende keer kampioen.

## Deelnemers
| Regio     | Kampioen                       |
| --------- | ------------------------------ |
| Arad      | AMEF Arad                      |
| Brașov    | Colțea Brașov                  |
| Boekarest | FC Juventus Boekarest          |
| Cernăuți  | Hakoah Cernăuți                |
| Chisinau  | Fulgerul CFR Chisinau          |
| Cluj      | Victoria Cluj                  |
| Craiova   | Craiovan Craiova               |
| Oradea    | Stăruința Oradea               |
| Satu Mare | Olimpia Satu Mare              |
| Sibiu     | Societatea de Gimnastică Sibiu |
| Timișoara | Chinezul Timișoara             |

## Uitslagen

### Voorronde
| Thuisploeg         | – | Uitploeg          | Uitslag   |
| ------------------ | - | ----------------- | --------- |
| Juventus Boekarest | – | Craiovan Craiova  | 4:1 (2:1) |
| AMEF Arad          | – | Victoria Cluj     | 3:1 (1:1) |
| Stăruința Oradea   | – | Olimpia Satu Mare | 4:3       |

### Kwartfinale
| Thuisploeg         | – | Uitploeg                       | Uitslag   |
| ------------------ | - | ------------------------------ | --------- |
| Juventus Boekarest | – | Societatea de Gimnastică Sibiu | 3:1 (2:1) |
| AMEF Arad          | – | Colțea Brașov                  | 3:0 (2:0) |
| Stăruința Oradea   | – | Chinezul Timișoara             | 0:5 (0:3) |
| Hakoah Cernăuți    | – | Fulgerul CFR Chisinau          | 0:1 (0:1) |

### Halve finale
| Thuisploeg         | – | Uitploeg              | Uitslag              |
| ------------------ | - | --------------------- | -------------------- |
| Juventus Boekarest | – | Fulgerul CFR Chisinau | 2:2 (1:1), 4:1 (2:0) |
| AMEF Arad          | – | Chinezul Timișoara    | 2:5 (0:2)            |

### Finale
| Thuisploeg         | – | Uitploeg           | Uitslag   |
| ------------------ | - | ------------------ | --------- |
| Chinezul Timișoara | – | Juventus Boekarest | 3:0 (1:0) |